# Laurentius von Ratibor
Laurentius von Ratibor (auch Lorenz von Ratibor; Laurentius Nicolai Neuschin; lateinisch Laurencius de Raciborz; polnisch Wawrzyniec z Raciborza; * 1381 in Ratibor, Herzogtum Ratibor; † 14. April 1448 in Krakau) war ein schlesischer Mathematiker und Astronom sowie Theologe. 1428/29 bekleidete er das Amt des Rektors an der Universität Krakau.

## Leben
Laurentius entstammte dem Ratiborer Zweig der wohlhabenden Bürgerfamilie der Kaczer, die vermutlich aus Katscher stammte und deren weitere Linie nach Krakau übergesiedelt war. Aus der Krakauer Linie sind u. a. der Zisterzienser Markus de Kaczer und der Dominikaner Martin de Kaczer bekannt.
Laurentius’ Vater war Nikolaus de Radbor (auch Neuschin oder Nueschin). Es ist nicht bekannt, warum sich Laurentius erst 1411, im Alter von 30 Jahren, an der Artistenfakultät der Universität Krakau immatrikulierte, die im Jahre 1400 wiedererrichtet worden war. Drei Jahre später nahm sein zwei Jahre jüngerer Bruder Augustinus ebenfalls ein Studium an der Krakauer Universität auf. 1414 legte Laurentius die Prüfung als Bakkalaureus ab und 1416 erlangte er den Magistergrad. Anschließend lehrte er in Krakau bis 1433 Arithmetik, Geometrie, Astronomie, Optik und Musiktheorie auf einem Lehrstuhl, der 1410 vom Krakauer Bürger Johannes Stobner gestiftet worden war. 1421/22 und 1426/27 war er Dekan der Artistenfakultät. Bereits 1424 oder früher hatte er sich neben seiner Lehrtätigkeit dem Theologiestudium zugewandt. 1426 wurde ihm als Pfründe eine Altarstiftung am Krakauer Dom übertragen, die er aus unbekannten Gründen ein Jahr später zurückgab. Im selben Jahr errichtete er zusammen mit seinem Bruder Cyprianus, der als Pfarrer von Katscher wirkte, eine Kantorei an der Ratiborer Kollegiat- und Pfarrkirche St. Marien (Liebfrauenkirche), an der er ein Kanonikat besaß. 1428 oder früher wurde ihm ein Kanonikat an der Kollegiatkirche St. Florian bei Krakau übertragen, deren akademische Kanonien den Mitgliedern der Theologischen Fakultät vorbehalten waren. Für das Studienjahr 1428/29 wurde er zum Rektor gewählt. Daneben wirkte er als Astronom am Hof des Königs Władysław II. Jagiełło, konstruierte astronomische Instrumente und erstellte astronomische Tafeln. Besondere Anerkennung erlangte er mit der Voraussage einer Sonnenfinsternis für 1433.
Nach dem theologischen Bakkalaureat promovierte er 1433 zum Doktor der Theologie. Da er nun der Theologischen Fakultät angehörte, musste er den Stiftungslehrstuhl für Mathematik und Astronomie aufgeben. Seine theologische Laufbahn ist wenig erforscht, kann jedoch aus den Schriften, die er benutzte, erschlossen werden. So kommentierte er z. B. die Sentenzen des Petrus Lombardus. Nach 1439 gab er für das Basler Konzil ein Gutachten zur Frage des Schismas ab, das vom Konzil bei den Krakauer Theologen angefordert worden war. Das Gutachten besteht aus neun Conclusiones, die jeweils erläutert werden. Bisher konnte nicht geklärt werden, ob Laurentius persönlich in Basel auftrat. In den Konzilsakten fehlt sein Name. 1441 hielt er sich jedenfalls wieder in Schlesien auf, als er der Ratiborer Liebfrauenkirche Bücher und liturgische Kleidung schenkte. Seiner Ratiborer Heimat blieb er bis zuletzt verbunden. Im Mitgliederverzeichnis der Ratiborer Liebfrauengilde wird er als Kanoniker von Ratibor geführt.
Letztmals quellenmäßig erwähnt wurde er 1446. Einem Nekrolog des Krakauer Theologen und Rektors Mattheus de Labiszan (Matthäus von Łabiszyn) kann entnommen werden, dass Laurentius 1448 starb. In dem Nekrolog werden vor allem seine mathematisch-naturwissenschaftlichen Leistungen hervorgehoben. Sein Bestattungsort ist nicht bekannt.

## Werke
- Determinatio Basiliensis[3]